# 海因里希·涅高兹

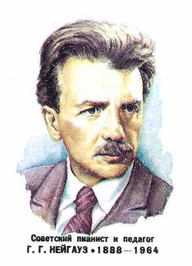

海因里希·古斯塔沃维奇·涅高兹（羅馬化：Genrikh Gustavovich Neygauz；1888年4月12日—1964年10月10日），俄国德裔钢琴家、音乐教育家。

## 生平
海因里希·古斯塔沃维奇·涅高兹出生于叶利沙维特格勒（现乌克兰克洛佩夫尼茨基）的一个音乐世家，其父母都是钢琴老师，他的父亲来自德国下莱茵地区一个开钢琴工厂的家庭，舅舅布卢曼菲尔德和表兄席曼诺夫斯基都是作曲家。
涅高兹的第一场独奏会于1902年在叶利沙维特格勒举办，跟他一起登台的还有时年11岁的艾尔曼。1904年在德国、奥地利和意大利等地巡演之后，涅高兹来到柏林跟随戈多夫斯基和巴尔特学习，后就读于维也纳音乐学院。
1912年，涅高兹曾试图割腕自杀，在柏林听了鲁宾斯坦首演席曼诺夫斯基所写的钢琴奏鸣曲之后，涅高兹留下一份自杀遗书，表示这场音乐会让他清楚地认识到自己难以成为同样优秀的作曲家或钢琴家，无法苟活下去，要前往意大利佛罗伦萨自杀。席曼诺夫斯基和鲁宾斯坦赶紧前往佛罗伦萨，在一家医院里找到正在恢复的涅高兹。
1914年涅高兹返回俄国，一年后毕业于圣彼得堡音乐学院，并先后在第比利斯、基辅音乐学院（1919－1922年）和莫斯科音乐学院（1922－1964年，其中1935－1937年任院长）执教。作为一名成功的音乐教育家，他指导过的著名钢琴家包括：里赫特、吉列尔斯、鲁普、扎克、茹科夫、克拉伊涅夫、戈尔诺斯塔耶娃、马利宁、瑙莫夫、加夫里洛夫、维尔萨拉泽等等。
涅高兹一生命运多舛，他1933年患上白喉，还曾因为斑疹伤寒导致直至逝世都几乎无法使用右手小指。1941年，涅高兹被怀疑是德国间谍而被捕，原因是在德军兵临莫斯科时行动不便而未撤退，“企图等待”德军的到来。后来经吉列尔斯和肖斯塔科维奇等人解救，转而流放到乌拉尔地区，火车前往的途中涅高兹成功逃脱，抵达斯维尔德洛夫斯克（现叶卡捷琳堡），并在当地音乐学院执教，1944年才返回莫斯科。

## 個人生活
涅高兹一共有三段婚姻，他和第一任妻子济纳伊达（1930年离婚后嫁给作家帕斯捷尔纳克）育有两子：长子阿德里安（Адриан）于二十岁就因结核病早逝，对涅高兹打击很大；次子斯坦尼斯拉夫也是一名钢琴家，曾做过涅高兹的助手。涅高兹和第二任妻子的女儿米莉察（Милица）是一名数学家。

## 扩展阅读
- Barnes, Christopher. . London: Kahn & Averill. 2007. ISBN 978-1-871-08288-3.

- Neuhaus, Heinrich. . London: Kahn & Averill. 1998. ISBN 1-871-08245-5.

- Neuhaus, Heinrich. . 由汪启璋; 吴佩华翻译. 人民音乐出版社. 2002. ISBN 7103008728 （中文）.